# Georg Lindahl
Georg Fredrik Lindahl (ur. 24 listopada 1899 w Göteborgu, zm. 21 maja 1970 tamże) – szwedzki żeglarz, olimpijczyk.
Na regatach rozegranych podczas Letnich Igrzysk Olimpijskich 1928 wystąpił w klasie 6 metrów zajmując 7. pozycję. Załogę jachtu Ingegerd tworzyli również Yngve Lindqvist, Harry Hanson i Hakon Reuter.